# Витовский район
Витовский район (укр. Вітовський район, до 2016 г. — Жовтневый) — упразднённая административная единица на юге Николаевской области Украины. Административный центр — город Николаев, в его состав не входит.

## География
Площадь 1460 км².
Основные реки — Южный Буг, Ингул.

## История
Район образован в 1944 году.

## Демография
Население района в 2019 году составляло 49 840 человек, городское население — 7 521 человек.

## Административное устройство
Количество советов:
- поселковых — 2
- сельских — 19

Количество населённых пунктов:
- посёлков городского типа — 2
- сёл — 30
- посёлков сельского типа — 12

## Населённые пункты
Ликвидировано:
- с. Павловка (укр. Павлівка), ликв. в 70-х годах

Фестиваль уличного мечевого боя Витовские игры.

## Известные уроженцы
- Шапарь, Григорий Иванович — Герой Советского Союза.
- Личко, Василий Григорьевич — директор совхоза «Южный», Герой Социалистического Труда.
- Решетнёв, Михаил Фёдорович — академик РАН, учёный и руководитель в области космического приборостроения.